# سورة القلم
سورة القلم هي سورة مكية، من المفصل، آياتها 52، وترتيبها في المصحف 68، في الجزء التاسع والعشرين، بدأت بحرف من الحروف المقطعة ﴿ن وَالْقَلَمِ وَمَا يَسْطُرُونَ ۝١﴾ [القلم:1]، نزلت بعد سورة العلق، وهي ثاني السور نزولًا.

## موضوع السورة
كأنما – الله سبحانه – يسري عن رسوله والحفنة المؤمنة معه ويسري عنه، ويثني عليه وعلى المؤمنين. ويبرز العنصر الأخلاقي الذي يثمتل في هذه الدعوة وفي نبيها الكريم. وينفي ما يقوله المتقولون عنه، ويطمئن قلوب المستضعفين بأنه هو يتولى عنهم حرب أعدائهم ويعفيهم في التفكير في أمر هؤلاء الأعداء الأقوياء الأغنياء.
ونجد في سورة القلم قول القرآن عن النبي –... ﴿ن وَالْقَلَمِ وَمَا يَسْطُرُونَ ۝١ مَا أَنْتَ بِنِعْمَةِ رَبِّكَ بِمَجْنُونٍ ۝٢ وَإِنَّ لَكَ لَأَجْرًا غَيْرَ مَمْنُونٍ ۝٣ وَإِنَّكَ لَعَلَى خُلُقٍ عَظِيمٍ ۝٤﴾ [القلم:1–4].
وقوله عن المؤمنين...﴿إِنَّ لِلْمُتَّقِينَ عِنْدَ رَبِّهِمْ جَنَّاتِ النَّعِيمِ ۝٣٤ أَفَنَجْعَلُ الْمُسْلِمِينَ كَالْمُجْرِمِينَ ۝٣٥ مَا لَكُمْ كَيْفَ تَحْكُمُونَ ۝٣٦﴾ [القلم:34–36].
ويقول عن أعداء النبي ﴿وَلَا تُطِعْ كُلَّ حَلَّافٍ مَهِينٍ ۝١٠ هَمَّازٍ مَشَّاءٍ بِنَمِيمٍ ۝١١ مَنَّاعٍ لِلْخَيْرِ مُعْتَدٍ أَثِيمٍ ۝١٢ عُتُلٍّ بَعْدَ ذَلِكَ زَنِيمٍ ۝١٣ أَنْ كَانَ ذَا مَالٍ وَبَنِينَ ۝١٤ إِذَا تُتْلَى عَلَيْهِ آيَاتُنَا قَالَ أَسَاطِيرُ الْأَوَّلِينَ ۝١٥ سَنَسِمُهُ عَلَى الْخُرْطُومِ ۝١٦﴾ [القلم:10–16].
ويقول عن حرب المكذبين...﴿فَذَرْنِي وَمَنْ يُكَذِّبُ بِهَذَا الْحَدِيثِ سَنَسْتَدْرِجُهُمْ مِنْ حَيْثُ لَا يَعْلَمُونَ ۝٤٤ وَأُمْلِي لَهُمْ إِنَّ كَيْدِي مَتِينٌ ۝٤٥﴾ [القلم:44–45].
ويوضح عذاب الآخرة المذل للمتكبرين...﴿يَوْمَ يُكْشَفُ عَنْ سَاقٍ وَيُدْعَوْنَ إِلَى السُّجُودِ فَلَا يَسْتَطِيعُونَ ۝٤٢ خَاشِعَةً أَبْصَارُهُمْ تَرْهَقُهُمْ ذِلَّةٌ وَقَدْ كَانُوا يُدْعَوْنَ إِلَى السُّجُودِ وَهُمْ سَالِمُونَ ۝٤٣﴾ [القلم:42–43].
ويضرب لهم مثلاً أصحاب الجنة – جنة الدنيا – مثلا على عاقبة البطر تهديداً لكبراء قريش المعتزين بأموالهم وأولادهم ممن لهن مال وبنون، الكائدون للدعوة بسبب المال وبنين.
وفي نهاية السورة يوصي النبي ﷺ بالصبر الجميل: ﴿فَاصْبِرْ لِحُكْمِ رَبِّكَ وَلَا تَكُنْ كَصَاحِبِ الْحُوتِ إِذْ نَادَى وَهُوَ مَكْظُومٌ ۝٤٨﴾ [القلم:48].
ومن خلال هذه المواساة وهذا الثناء وهذا الثتبيت، مع الحملة القاصمة على المكذبين والتهديد الرهيب يتولي الله – سبحانه – بذاته حربهم في ذلك الأسلوب العنيف..من خلال هذا كله تتبين ملامح تلك الفترة، فترة الضعف والقلة. وفترة المعاناة والشدة، وفترة المحاولة القاسية لغرس تلك الغرسة الكريمة في تلك التربة العنيدة!
ونلمح من خلال أسلوب السورة وتعبيرها وموضوعاتها ملامح البيئة التي كانت الدعوة الإسلامية تواجهها. وهيوهو ملامح فيها سذاجة بدائية في التصور والتفكير والمشاعر والاهتمامات والمشاكل على السواء ونلمح هذه السذاجة في طريقة محاربتهم للدعوة بقولهم للنبي ﷺ ﴿إنه لمجنون﴾ [القلم:51] وهو اتهام لا حبكة فيه ولا براعة، وأسلوب ممن لا يجد إلا الشتمة الغليظة بقولها بلا تمهيد ولا برهان كما يفعل السذج البدائيون.
ونلمحها في الطريقة التي يرد الله بها عليهم فريتهم رداً يناسب حالهم.. ﴿مَا أَنْتَ بِنِعْمَةِ رَبِّكَ بِمَجْنُونٍ ۝٢ وَإِنَّ لَكَ لَأَجْرًا غَيْرَ مَمْنُونٍ ۝٣ وَإِنَّكَ لَعَلَى خُلُقٍ عَظِيمٍ ۝٤ فَسَتُبْصِرُ وَيُبْصِرُونَ ۝٥ بِأَيِّكُمُ الْمَفْتُونُ ۝٦﴾ [القلم:2–6]....وكذلك في التهديد المكشوف العنيف...﴿فَذَرْنِي وَمَنْ يُكَذِّبُ بِهَذَا الْحَدِيثِ سَنَسْتَدْرِجُهُمْ مِنْ حَيْثُ لَا يَعْلَمُونَ ۝٤٤ وَأُمْلِي لَهُمْ إِنَّ كَيْدِي مَتِينٌ ۝٤٥﴾ [القلم:44–45]. ونلمحها في رد هذا السب منهم: ﴿وَلَا تُطِعْ كُلَّ حَلَّافٍ مَهِينٍ ۝١٠ هَمَّازٍ مَشَّاءٍ بِنَمِيمٍ ۝١١ مَنَّاعٍ لِلْخَيْرِ مُعْتَدٍ أَثِيمٍ ۝١٢ عُتُلٍّ بَعْدَ ذَلِكَ زَنِيمٍ ۝١٣ أَنْ كَانَ ذَا مَالٍ وَبَنِينَ ۝١٤ إِذَا تُتْلَى عَلَيْهِ آيَاتُنَا قَالَ أَسَاطِيرُ الْأَوَّلِينَ ۝١٥ سَنَسِمُهُ عَلَى الْخُرْطُومِ ۝١٦﴾ [القلم:10–16]. ونلمحها في قصة أصحاب الجنة – التي ضربها الله لهم. وهي قصة قوم سذج في تفكيرهم وتصورهم وحركاتهم وأقوالهم...﴿فَانْطَلَقُوا وَهُمْ يَتَخَافَتُونَ ۝٢٣ أَنْ لَا يَدْخُلَنَّهَا الْيَوْمَ عَلَيْكُمْ مِسْكِينٌ ۝٢٤﴾ [القلم:23–24].
إنها المعجزة تتجلى في النقلة من هذه السذاجة التي تبدة ملامحها من خلال مثل هذه السورة إلى ذلك العنق والشمول. لهي نقلة أوسع وأكبر من تحول القلة إلى كثرة. والضعف إلى القوة، لأن بناء النفوس أعسر من بناء الأعداد والصفوف.

## وصلات خارجية
- سورة القلم: تجويد-تفسير - موقع Altafsir.com